# Équipe des États-Unis de curling
L'équipe des États-Unis de curling est la sélection qui représente les États-Unis dans les compétitions internationales de curling.
En 2017, l'équipe nationale est classé comme nation numéro 4 chez les hommes et numéro 7 chez les femmes.

## Palmarès et résultats

### Palmarès masculin
Titres, trophées et places d'honneur
- Jeux Olympiques Hommes depuis 1924
  - Meilleur résultat : 1er
  - 1 fois premier en 2018
  - 1 fois troisième en 2006

| Jeux olympiques     | Classement | Skip           | Third             | Second           | Lead             | Remplaçant          |
| ------------------- | ---------- | -------------- | ----------------- | ---------------- | ---------------- | ------------------- |
| Nagano 1998         | 4e         | Tim Somerville | Mike Peplinski    | Myles Brundidge  | John Gordon      | Tim Solin           |
| Salt Lake City 2002 | 9e         | Tim Somerville | Mike Schneeberger | Myles Brundridge | John Gordon      | Donald Barcome, Jr. |
| Turin 2006          | Bronze     | Pete Fenson    | Shawn Rojeski     | Joseph Polo      | John Shuster     | Scott Baird         |
| Vancouver 2010      | 10e        | John Shuster   | Jason Smith       | Jeff Isaacson    | John Benton      | Chris Plys          |
| Sotchi 2014         | 9e         | John Shuster   | Jeff Isaacson     | Jared Zezel      | John Landsteiner | Craig Brown         |
| Pyeongchang 2018    | Or         | John Shuster   | Tyler George      | Matt Hamilton    | John Landsteiner | Joe Polo            |

- Championnats du monde Hommes depuis 1959
  - Meilleur résultat : 1er
  - 4 fois premier en 1978, 1976, 1974, 1965
  - 5 fois deuxième en 1981, 1975, 1972, 1969, 1962
  - 10 fois troisième en 2016, 2007, 1986, 1971, 1968, 1967, 1966, 1964, 1963, 1961

### Palmarès féminin
Titres, trophées et places d'honneur
- Jeux Olympiques Femmes depuis 1998
  - Meilleur résultat : 4ème

| Jeux olympiques     | Classement | Skip              | Third             | Second            | Lead              | Remplaçant        |
| ------------------- | ---------- | ----------------- | ----------------- | ----------------- | ----------------- | ----------------- |
| Nagano 1998         | 7e         | Lisa Schoeneberg  | Erika Brown       | Debbie Henry      | Lori Mountford    | Stacy Liapis      |
| Salt Lake City 2002 | 4e         | Kari Erickson     | Debbie McCormick  | Stacey Liapis     | Ann Swisshelm     | Joni Cotten       |
| Turin 2006          | 8e         | Cassandra Johnson | Jamie Johnson     | Jessica Schultz   | Maureen Brunt     | Courtney George   |
| Vancouver 2010      | 10e        | Debbie McCormick  | Allison Pottinger | Nicole Joraanstad | Natalie Nicholson | Tracy Sachtjen    |
| Sotchi 2014         | 10e        | Erika Brown       | Debbie McCormick  | Jessica Schultz   | Ann Swisshelm     | Allison Pottinger |
| Pyeongchang 2018    | 8e         | Nina Roth         | Tabitha Peterson  | Aileen Geving     | Rebecca Hamilton  | Cory Christensen  |

- Championnats du monde Femmes depuis 1979
  - Meilleur résultat : 1er
  - 1 fois premier en 2003
  - 5 fois deuxième en 2006, 2005, 1999, 1996, 1992

### Palmarès mixte
Titres, trophées et places d'honneur
- - Jeux Olympiques Hommes depuis 2018
  - Meilleur résultat : 7ème

| Jeux olympiques  | Classement | Femme            | Homme         |
| ---------------- | ---------- | ---------------- | ------------- |
| Pyeongchang 2018 | 6e         | Rebecca Hamilton | Matt Hamilton |

- Championnat du Monde Doubles Mixte depuis 2015
  - Meilleur résultat : Quart-finaliste
  - Quarts de finale en 2015

### Palmarès curling en fauteuil
- Jeux paralympiques

| Jeux paralympiques | Classement | Skip             | Third            | Second          | Lead              | Remplaçant   |
| ------------------ | ---------- | ---------------- | ---------------- | --------------- | ----------------- | ------------ |
| Turin 2006         | 7e         | James Joseph     | Augusto Perez    | Jim Pierce      | Danell Libby      | Wes Smith    |
| Vancouver 2010     | 4e         | Augusto Perez    | Patrick McDonald | James Pierce    | Jacqui Kapinowski | James Joseph |
| Sotchi 2014        | 5e         | Patrick McDonald | David Palmer     | Jimmy Joseph    | Penny Greely      | Meghan Lino  |
| Pyeongchang 2018   | 12e        | Kirk Black       | Steve Emt        | Justin Marshall | Penny Greely      | Meghan Lino  |